# Pereszteg
Pereszteg – wieś i gmina w północno-zachodniej części Węgier, w pobliżu miasta Sopron.
Miejscowość leży na obszarze Małej Niziny Węgierskiej, w pobliżu granicy austriackiej. Administracyjnie należy do powiatu Sopron-Fertőd, wchodzącego w skład komitatu Győr-Moson-Sopron.
Główną część gminy Pereszteg stanowi wieś Pereszteg. Ponadto w skład gminy wchodzi też pewna liczba okolicznych przysiółków i pojedynczych domów. Cała gmina liczy 1382 mieszkańców (2009) i zajmuje obszar 22,5 km².
Zasadnicza część gminy Pereszteg – wieś Pereszteg składa się z dwu części przedzielonych rzeką o nazwie Ikva. W osadzie znajduje się kilkanaście ulic. Znajdują się tutaj m.in. poczta, kilka sklepów, apteka, 2 restauracje, niewielki stadion, 2 kościoły, cmentarz. W pobliżu przebiega linia kolejowa i droga nr 85.